# 萊維島
萊維島（英語：Levy Island），是南極洲的島嶼，位於拉瓦錫島的加奇角以東14公里的克里斯塔爾灣，屬於比斯科群島的一部分，根據美國測量隊拍攝的空中照片繪入地圖，現時由南極條約體系管理。